# Maestrale (destroyer)
Le Maestrale (fanion « ML ») était un destroyer italien, navire de tête de la classe Maestrale lancé en 1934 pour la Marine royale italienne (en italien : Regia Marina).

## Conception et description
Cette classe, qui comporte quatre unités, est une amélioration de la classe précédente, la classe Folgore (série Dardo classe II). Sa longueur de sa coque est augmentée de 10 mètres pour permettre une meilleure tenue en mer.
Les destroyers de la classe Maestrale étaient d'une conception entièrement nouvelle destinée à corriger les problèmes de stabilité de la classe Folgore précédente. Ils avaient une longueur entre perpendiculaires de 101,6 mètres et une longueur hors tout de 106,7 mètres. Les navires avaient une largeur de 10,15 mètres et un tirant d'eau moyen de 3,31 mètres et de 4,3 mètres à pleine charge. Ils déplaçaient 1 640 tonnes à charge normale et 2 243 tonnes à pleine charge. Leur effectif en temps de guerre était de 190 officiers et hommes de troupe.
Le Maestrale était propulsé par deux turbines à vapeur à engrenages Parsons, chacune entraînant un arbre d'hélice à l'aide de la vapeur fournie par un trio de chaudières à trois tambours. Les turbines étaient conçues pour produire 44 000 chevaux-vapeur sur l'arbre (33 000 kW) et une vitesse de 32-33 nœuds (59-61 km/h) en service, bien qu'elles aient atteint des vitesses de 38-39 nœuds (70-72 km/h) pendant leurs essais en mer alors qu'elles étaient légèrement chargées. Les navires transportaient suffisamment de mazout pour avoir une autonomie de 2 600 à 2 800 milles nautiques (4 800 à 5 200 km) à une vitesse de 18 nœuds (33 km/h) et de 690 milles nautiques (1 280 km) à une vitesse de 33 nœuds (61 km/h).
La batterie principale du Maestrale était composée de quatre canons de 120 millimètres et de 50 calibres dans deux tourelles jumelées, une à l'avant et une à l'arrière de la superstructure. Au milieu du navire se trouvait une paire de canons à obus éclairants de 120 millimètres et de 15 calibres. La défense antiaérienne (AA) des navires de la classe Maestrale était assurée par quatre mitrailleuses Breda Model 1931 de 13,2 millimètres. Ils étaient équipés de six tubes lance-torpilles de 533 millimètres (21 pouces) dans deux supports triples au milieu du navire. Bien que les navires ne soient pas dotés d'un système de sonar pour la lutte anti-sous-marine, ils sont équipés d'une paire de lanceurs de grenades sous-marines. Les Maestrales peuvent transporter 56 mines.

## Construction et mise en service
Le Maestrale est construit par le chantier naval Cantiere navale di Ancona d'Ancône en Italie, et mis sur cale le 25 septembre 1931. Il est lancé le 15 avril 1934 et est achevé et mis en service le 2 septembre 1934. Il est commissionné le même jour dans la Regia Marina.

## Histoire du service
En 1937-1938, le Maestrale participe à la guerre civile espagnole, escortant des navires marchands transportant des volontaires italiens en Espagne,.
Le 10 juin 1940, lorsque l'Italie entre dans la Seconde Guerre mondiale, il est chef d'escadron de la Xe escadron de destroyers, qui comprend également les navires-jumeaux (sister-ships) Grecale, Libeccio et Scirocco.
Pendant la Seconde Guerre mondiale, il opère à la fois avec la force de combat et en escortant des convois vers la Libye.
Le 2 juillet 1940, il est envoyé, avec ses navires-jumeaux, les croiseurs légers Bande Nere et Colleoni, la Ire division (croiseurs lourds Zara, Fiume et Gorizia)) et le IXe escadron de destroyers (Alfieri, Oriani, Gioberti, Carducci) pour servir d'escorte indirecte à un convoi qui revenait de Libye (ce convoi était constitué des transports de troupes Esperia et Victoria, escortés par les torpilleurs Procione, Orsa, Orione et Pegaso, sur la route Tripoli-Naples).
Le 6 juillet, il participe à l'escorte du premier convoi de grandes dimensions pour la Libye (opération appelée "TCM"). Parti de Naples à 19h45, le convoi est formé par les transports de troupes Esperia et Calitea (transportant respectivement 1 571 et 619 soldats) et par les modernes cargos à moteur Marco Foscarini, Vettor Pisani et Francesco Barbaro (dont la cargaison comprenait au total 232 véhicules, 5 720 t de carburants et de lubrifiants et 10 445 tonnes d'autres matériaux). Outre les quatre unités du Xe escadron de destroyers, les croiseurs légers Bande Nere et Colleoni et les torpilleurs du  XIVe escadron de torpilleurs (Procione, Orsa, Orione, Pegaso) escortent le convoi,. Les navires arrivent sains et saufs à Benghazi, leur port d'arrivée, le 8 juillet.
De retour à Augusta, le Xe escadron de destroyers reprend la mer pour rejoindre l'escadron naval qui participe alors à la bataille de Punta Stilo le 9 juillet, dans laquelle, cependant, cette formation n'a pas joué un rôle pertinent.
Le 27 juillet, le Maestrale et les unités jumelles quittent Catane et se joignent à l'escorte d'un convoi allant de Naples à Tripoli pendant l'opération "Trasporto Veloce Lento" (le convoi est formé par les navires marchands Maria Eugenia, Gloriastella, Mauly, Bainsizza, Col di Lana, Francesco Barbaro et Città di Bari, avec l'escorte des torpilleurs Orsa, Procione, Orione et Pegaso). Les unités atteignent le port sans dommage le 1er août, évitant également une attaque du sous-marin britannique HMS Oswald (N58).
Le 9 août, avec ses navires-jumeaux, il pose un champ de mines au large de l'île de Pantelleria.
Le 21 avril 1941, il fait partie de l'escorte indirecte, avec son navire-jumelle Scirocco et les croiseurs légers Bande Nere et Cadorna, d'un convoi de ravitaillement pour l'Afrika Korps (transports Arcturus, Giulia, Leverkusen, Castellon avec l'escorte des destroyers Folgore, Turbine, Saetta et Strale). Le convoi arrive intact à Tripoli le 24.
Le 11 mai, il fait à nouveau partie de l'escorte indirecte, avec les croiseurs légers Bande Nere, Cadorna, Duca degli Abruzzi et Garibaldi et les destroyers Alpino, Fuciliere, Scirocco, da Recco, Pancaldo, Pessagno ed Usodimare, à un convoi formé par les navires marchands Preussen, Wachtfels, Ernesto, Tembien, Giulia et Col di Lana et qui utilisait l'escorte directe des destroyers Dardo, Aviere, Geniere, Grecale et Camicia Nera. Partis de Naples, les navires atteignent Tripoli le 14.
Le 26 mai il fait partie, avec ses navires-jumeaux Grecale et Cadorna, de l'escorte d'un convoi en route Naples-Tripoli (navires à moteur Andrea Gritti, Sebastiano Venier, Marco Foscarini, Barbarigo, Rialto et Ankara, avec l'escorte des destroyers Vivaldi et da Noli et des torpilleurs Cigno, Procione et Pegaso).
Le 3 juin, il effectue des barrages de mines au nord-est de Tripoli, avec les destroyers Pigafetta, da Mosto, Da Verrazzano, da Recco, Gioberti et Usodimare et les divisions IV (croiseurs légers Bande Nere et Alberto di Giussano) et VII (croiseurs légers Eugenio di Savoia, Duca d'Aosta et Attendolo).
Le 19 juin il fait partie, avec ses navires-jumeaux Scirocco et Grecale, de l'escorte d'un convoi à destination de Tripoli (transports de troupes Marco Polo, Esperia, Neptunia et Oceania, avec l'escorte des destroyers Vivaldi, da Recco, Gioberti ed Oriani et du vieux torpilleur Dezza), qui a été attaqué, sans résultats, par le sous-marin britannique HMS Unbeaten (N93), dans les eaux de Pantelleria. Les unités arrivent à Tripoli le 20, mais alors que les transports prennent la route sûre vers Tripoli, le sous-marin britannique HMS Unique (N95) torpille le Esperia, qui coule à la position géographique de 33° 03′ N, 13° 03′ E,.
Le 7 juillet, il est à nouveau employé dans une mission de déminage dans le canal de Sicile, avec les destroyers Scirocco, Grecale, Pigafetta, Pessagno, da Recco, da Mosto, Da Verrazzano et les IVe division de croiseurs (Bande Nere et di Giussano) et VIIe division de croiseurs (Attendolo et Duca d'Aosta).
Le 24 septembre, il appareille de Palerme avec les croiseurs légers Duca degli Abruzzi et Attendolo, avec la IIIe division (croiseurs lourds Trento, Trieste et Gorizia), avec ses navires-jumeaux Scirocco et Grecale et avec la XIIe escadron de destroyers (Corazziere, Lanciere, Ascari et Carabiniere') pour intercepter un convoi britannique, sans y parvenir.
Au matin du 8 novembre 1941, le Maestrale (sous le commandement du capitaine de vaisseau (capitano di vascello) Ugo Bisciani) quitte Naples pour rejoindre l'escorte du convoi "Duisburg". Ce convoi, composé des navires marchands Duisburg, San Marco, Sagitta, Maria, Rina Corrado, Conte di Misurata et Minatitlan (avec une cargaison de 34 473 tonnes de ravitaillement, 389 véhicules, 243 hommes) est dirigé vers Tripoli avec l'escorte, outre le Maestrale, qui fait office de chef d'escorte, des destroyers Grecale, Fulmine, Euro et Alfredo Oriani (auxquels s'ajoutent, comme escorte indirecte, également les croiseurs lourds Trento et Trieste et 4 destroyers). Dans la nuit suivante, le convoi est attaqué et détruit par la "Force K" britannique (croiseurs légers HMS Aurora (12) et HMS Penelope (97) et destroyers HMS Lance (G87)et HMS Lively (G40)). Tous les navires marchands et le Fulmine sont coulés, tandis que le Grecale est sérieusement endommagé. Pendant le combat - au début duquel le Maestrale est en tête du convoi - le commandant Bisciani, ayant mal jugé la situation et mal compris la direction d'origine de la Force K, ordonne de ne pas contre-attaquer et se limite à couvrir les navires marchands avec des écrans de fumée,. Quelques obus du Penelope touchent le Maestrale, causant de très légers dégâts mais abattant l'antenne radio. Les autres destroyers, ne recevant plus d'ordres, se limitent à imiter les manœuvres de l'escorte, il n'est donc pas possible de protéger les transports, qui sont tous coulés, ni d'endommager les unités britanniques,,,. Lorsque, en fin de matinée, le Libeccio, qui assurait le sauvetage, est torpillé et coulé par le sous-marin HMS Upholder (P37), le Maestrale récupère l'équipage ainsi que le Euro,,.
Le 19 novembre, il escorte, avec le Oriani et le Gioberti, le convoi "Alpha" (Ankara et Venier) revenant de Tripoli à Naples (le convoi est ensuite détourné vers Tarente en raison de la présence navale britannique dans le canal de Sicile),,.
Entre le 1er et le 2 décembre, le Maestrale effectue, avec le Gioberti, une mission de transport de 50 tonnes d'essence de Patras à Derna,.
À 18h40 le 13 décembre, il quitte Tarente avec un groupe naval - le cuirassé Duilio, le croiseur lourd Gorizia, les destroyers Oriani et Gioberti - pour soutenir l'opération "M. 41" (trois convois dirigés vers Benghazi avec départ de Tarente et Argostóli, avec l'emploi en tout des navires marchands Fabio Filzi, Carlo del Greco, Monginevro, Napoli, Ankara, Capo Orso, et comme escorte des destroyers Da Recco, Usodimare, Pessagno, Saetta et Malocello et du torpilleur Pegaso, et trois groupes de soutien). L'opération est cependant victime des attaques des sous-marins britanniques HMS Upright (N89) et HMS Urge (N17), qui coulent le Filzi et le Del Greco et endommagent gravement le cuirassé Littorio, tandis que le Iseo et le Capo Orso sont sérieusement endommagés par une collision,.
Le 16 décembre, il faisait partie, avec les cuirassés Andrea Doria, Giulio Cesare et Littorio, les croiseurs lourds Trento et Gorizia et les destroyers Granatiere, Bersagliere, Fuciliere, Alpino, Corazziere, Carabiniere, Oriani, Gioberti et Usodimare, de la force de soutien à l'opération de convoyage pour la Libye "M 42" (deux convois composés au total par les navires marchands Monginevro, Napoli, Ankara et Vettor Pisani escortés par les destroyers Saetta, Da Recco, Vivaldi, Da Noli, Malocello, Pessagno et Zeno, tous deux partis de Tarente et dirigés vers Benghazi - le Ankara et le Saetta - et Tripoli - les autres unités). Les navires arrivent sains et saufs à destination le 18, tandis que le groupe de soutien participe à une bataille peu concluante avec une formation britannique qui prend le nom de première bataille de Syrte, dans laquelle de toute façon le Maestrale ne joue pas de rôle particulier.
Le 3 janvier 1942 à 16h00, il quitte Naples - avec le cuirassé Duilio, les croiseurs légers Garibaldi, Montecuccoli ed Attendolo et les destroyers Scirocco, Gioberti, Oriani et Malocello - pour faire partie de l'escorte indirecte de l'opération "M. 43". L'envoi de trois convois (employant au total les transports Monginevro, Nino Bixio, Lerici, Gino Allegri, Monviso et Giulio Giordani et une escorte directe fournie par les destroyers Vivaldi, Da Recco, Usodimare, Bersagliere, Fuciliere, Freccia et par les torpilleurs Procione, Orsa, Castore, Aretusa et Antares) des ports de Messine, Tarente et Brindisi, tous en direction de Tripoli. Après l'arrivée au port du convoi (survenue le 5), le Maestrale et les autres unités du groupe rentrent à la base à 4 heures. 20 du 6 février.
Le 22 janvier, il fait à nouveau partie de l'escorte rapprochée pendant, cette fois, l'opération "T.". 18" (envoi d'un convoi composé du transport de troupes Victoria - parti de Tarente - et des navires à moteur modernes Ravello, Monviso, Monginevro et Vettor Pisani - partis de Messine -, escorté par les destroyers Vivaldi, Malocello, Da Noli, Aviere, Geniere et Camicia Nera et par les torpilleurs Orsa et Castore). Les navires atteignent Tripoli le 24, mais subissent la perte du Victoria, coulé par deux attaques de bombardiers-torpilleurs.
Le 21 février, lors de l'opération "K. 7", il fait partie - avec les destroyers Pigafetta, Pessagno, Usodimare, Scirocco et le torpilleur Circe - de l'escorte d'un convoi (formé par le gros pétrolier Giulio Giordani et les cargos Lerici et Monviso) qui part de Corfou à 13h30 et arrive alors à Tripoli,,.
Au cours de l'année, le navire subit d'importants travaux de réaménagement: l'unité de canons jumellés OTO 120/50 mm à l'avant est remplacée par une seule, tandis qu'une autre pièce unique de 120 mm est placée au milieu du navire, entre les tubes lance-torpilles; les pièces légères de 120 sont enlevées et deux mitrailleuses jumelles de Breda 20/65 Mod. 1935 sont installées à leur place. Les mitrailleuses jumelles placées sur le pont sont remplacées par des mitrailleuses simples. L'armement anti-sous-marin voit le placement de deux lanceurs de bombes de fabrication allemande et le remplacement des trémies par d'autres plus modernes.
Le 15 août 1942, il escorte, avec le Gioberti, le navire à moteur moderne Rosolino Pilo, lorsque ce dernier est d'abord endommagé par des bombardiers-torpilleurs puis coulé par le sous-marin britannique HMS United, tandis que le Gioberti est endommagé par des avions. Le Maestrale retourne à Rapani puis revient avec le Malocello sur le lieu du naufrage, récupérant tout l'équipage du Pilo,.
Le 4 novembre, il appareille de Naples pour Tripoli - avec le Grecale, le Oriani, le Gioberti, les torpilleurs Clio et Animoso et un autre destroyer moderne, le Velite - les navires à moteur Giulia et Chisone et le vapeur Veloce. Malgré les attaques aériennes continues, le convoi est l'un des derniers à atteindre la Libye.
Entre le 12 et le 16 du mois, il est employé, avec les autres unités de l'escadron, pour transporter des troupes et du matériel en Tunisie.
Le 28 novembre, dans l'après-midi, il appareille de Bizerte en escortant, avec le Folgore et le Animoso, le croiseur auxiliaire Città di Napoli. Ce dernier est secoué, à 22h40, par une explosion à l'avant et coule après environ cinquante minutes, au large de Capo San Vito Siculo. Le Maestrale et les autres unités effectuent une chasse anti-sous-marine mais, comme ils ne trouvent pas de cibles, on pense que le naufrage du Città di Napoli est dû à une mine. Le Folgore et le Maestrale sont utilisés pour récupérer l'équipage du navire coulé.
Le 30 novembre, avec le Grecale et le Ascari, il effectue une mission de déminage dans le canal de Sicile. Au retour de cette mission, il est envoyé, avec le reste du Xe escadron, pour renforcer l'escorte du convoi "B" (de Naples à la Tunisie avec les vapeurs Arlesiana, Achille Lauro, Campania, Menes et Lisboa et l'escorte originale des torpilleurs Sirio, Orione, Groppo et Pallade auxquels un autre torpilleur est ajouté par la suite, le Uragano), qui est de toute façon renvoyé à la rencontre de la Force Q britannique (croiseurs légers Aurora, Sirius et Argonaut, destroyers australiens HMAS Quiberon (G81) et britanniques HMS Quentin (G78)), qui ensuite, dans la nuit du 2 décembre, intercepte et détruit le convoi "H", qui a été envoyé au sens retour,.
Le 9 janvier 1943, le Maestrale appareille de Naples sous le commandement du capitaine de vaisseau (capitano di vascello) Nicola Bedeschi pour escorter vers la Tunisie, avec le destroyer moderne Corsaro, le navire à moteur Ines Corrado, mais vers 20 heures ce soir-là, alors que le convoi se trouve à une quarantaine de milles nautiques (75 km) à l'est de Bizerte, le Maestrale est touché par une torpille, perdant la poupe (pour une longueur de 12 mètres) et se retrouvant immobilisé,,,. Le Corsaro s'est approché pour l'aider, mais il a sauté à son tour sur deux mines, coulant avec 187 de son équipage,,,. Le Maestrale, gravement endommagé et incapable de bouger, dérive et risque de se retrouver sur les champs de mines italiens, mais le commandant Bedeschi réussit à amarrer le navire à une profondeur de 350 mètres en faisant attacher les deux chaînes de l'ancre ensemble. Ensuite atteint par des unités de sauvetage, le destroyer est remorqué à Bizerte où il passe deux semaines pour les premières réparations temporaires, et où il est manqué de peu par les bombes lors d'un raid aérien américain,,,,.
Le 31 janvier, après quelques réparations temporaires, le transfert du destroyer endommagé commence, à la remorque du torpilleur Animoso et avec l'escorte de deux corvettes, mais pendant la navigation la corvette Procellaria saute sur une mine, perdant la poupe et 24 hommes. Elle coule trois heures plus tard, malgré la tentative de sauvetage du vieux torpilleur Prestinari, qui a quitté Bizerte pour porter secours et a également sauté sur une mine, avec la mort de 84 hommes,,. Le Maestrale et le Animoso ont pu atteindre Trapani, et de là Naples,.
Après d'autres réparations effectuées à Naples, le Maestrale part en remorque le 1er avril - avec le destroyer Corazziere, qui est plutôt sans la proue, à cause d'un bombardement d'avion alors qu'il était amarré dans le port de Naples - et arrive à Gênes le 3, commençant les grandes réparations.
L'armistice du 8 septembre 1943 (Armistice de Cassibile) surprend le navire encore au travail, en cale sèche; le 9 septembre 1943, il est sabordé par son équipage.
L'épave, récupérée par les Allemands, est à nouveau coulée par eux à la fin de la guerre. Récupérée dans l'après-guerre, elle est envoyée à la démolition.
Le Maestrale avait effectué un total de 157 missions de guerre (14 avec les forces navales, 5 pose de mines, 2 lutte anti-sous-marine, 2 bombardement anti-côtes, 3 transport, 52 escorte de convoi, 24 entraînement et 55 transfert ou autre), couvrant 54 859 milles nautiques (101 598 km) et passant 333 jours en mission.

### Commandement
Commandants
- Capitaine de vaisseau (capitano di vascello) Franco Garofalo (né à Rome le 9 juin 1898) (10 juin 1940 - janvier 1941)
- Capitaine de vaisseau (capitano di vascello) Stanislao Caraciotti (né à Rome le 11 décembre 1897) (10 novembre - décembre 1941)
- Capitaine de vaisseau (capitano di vascello) Ugo Bisciani (né à Rome le 9 février 1897) (janvier - 10 novembre 1941)
- Capitaine de vaisseau (capitano di vascello) Riccardo Pontremoli (né à La Spezia le 21 mars 1900) (7 décembre 1941 - 2 décembre 1942)
- Capitaine de vaisseau (capitano di vascello) Nicola Bedeschi (né à Ancône le 31 juillet 1900) (30 novembre 1942 - mai 1943)